# Jimmy Ray Dean
Jimmy Ray Dean, (Olton, 10 augustus 1928 – Varina, 13 juni 2010) was een Amerikaanse countryzanger, acteur en ondernemer. Hij was de fabrikant van het worstenmerk Jimmy Dean. Hij was een verre neef van acteur James Dean.
Hij werd een nationale televisiepersoonlijkheid die begon bij CBS in 1957. Hij werd beroemd door zijn country cross-over-hit Big Bad John uit 1961 en zijn televisieserie The Jimmy Dean Show uit 1963, waarmee poppenspeler Jim Henson zijn eerste nationale media-aandacht kreeg.
Zijn acteercarrière omvatte het verschijnen in de vroege seizoenen in de tv-serie Daniel Boone als de partner van de beroemde kolonist gespeeld door ster Fess Parker. Later was hij op het grote scherm in een ondersteunende rol als miljardair Willard Whyte in de James Bond-film Diamonds Are Forever (1971) met Sean Connery in de hoofdrol. Hij werd gevangengehouden door de booswicht Ernst Stavro Blofeld.
Hij woonde in de buurt van Richmond en werd in 2010 genomineerd voor de Country Music Hall of Fame, maar overleed dat jaar voor zijn introductie op 81-jarige leeftijd.

## Jeugd en opleiding
Jimmy Dean werd geboren in een arme farmersfamilie op 10 augustus 1928 in Olton (Texas) en groeide op in het nabijgelegen Plainview als zoon van George Otto Dean en zijn tweede vrouw, de voormalige Ruth Taylor. Ruth leerde Jimmy op 10-jarige leeftijd piano spelen. Hij schreef zijn interesse in muziek toe aan de Seth Ward Baptist Church. Hij stopte met de middelbare school en werd een professionele entertainer, nadat hij eind jaren veertig bij de luchtmacht van de Verenigde Staten had gediend, waar hij lid was van de band Tennessee Haymakers. Na zijn ontslag formeerde hij de Texas Wildcats. Dean was 22 en begon net in de showbusiness toen hij in 1950 trouwde met zijn eerste vrouw Mary Sue.

## Carrière
Dean had zijn eerste hit Bumming Around in 1953 bij 4 Star Records (geschreven door Pete Graves, toegeschreven aan C. Graves bij Quality Records), die een respectabele 5e plaats bereikte in de countryhitlijst. Dean tekende in 1957 bij Columbia Records. Hij had kleine pophits, zoals Little Sandy Sleighfoot (een kerstliedje) en Sing Along, later gebruikt als thema voor Sing Along with Mitch, georganiseerd door koorleider Mitch Miller.
In 1954 presenteerde Dean het populaire radioprogramma Town and Country Time bij WARL-AM in Washington D.C. en met zijn Texas Wildcats werd hij populair in de midden-Atlantische regio. Patsy Cline en Roy Clark beleefden hun start in de show. Hoewel Cline en Dean goede vrienden werden, werd Clark (de leadgitarist van Dean) door de zanger ontslagen vanwege wat werd uitgelegd als zijn chronische traagheid. Dean verving Clark door Billy Grammer. In 1955 werd Town and Country Time verplaatst naar WMAL-TV (nu WJLA-TV) op doordeweekse middagen. Dean en The Texas Wildcats verschenen ook in 1957 bij de Town and Country Jamboree op WMAL-TV op zaterdag, die ook werd uitgezonden door tv-stations in het naburige Maryland en Virginia op een regionaal netwerk.
Terwijl hij in Arlington woonde, presenteerde Dean in 1957 Country Style bij WTOP-TV (nu WUSA-TV). CBS pakte de show in 1957 gedurende acht maanden landelijk uit Washington op onder de naam The Morning Show. Vervolgens voerde CBS van 14 september 1958 tot juni 1959 de Jimmy Dean Show uit op doordeweekse en zaterdagmiddagen.
Dean werd vooral bekend door Big Bad John, zijn recitatielied uit 1961 over een heroïsche mijnwerker. Opgenomen in Nashville, bereikte de plaat de eerste plaats in de Billboard-poplijst en inspireerde het tot vele imitaties en parodieën. Er werden meer dan een miljoen exemplaren verkocht en werd bekroond met een gouden schijf. Het nummer piekte op nummer twee in de UK Singles Chart. Met het lied won Dean in 1962 een Grammy Award voor «Best Country & Western Recording». Hij had nog een aantal top 40-nummers, waaronder een top 10-hit met PT-109 in 1962, een lied ter ere van de moed van president John F. Kennedy in de Tweede Wereldoorlog, met het zinken van zijn PT-boot in de zuidelijke Stille Oceaan door de Japanners.
Begin jaren zestig presenteerde hij soms The Tonight Show (hij was de eerste gastpresentator tijdens Johnny Carsons ambtstermijn, voor het eerst gastheer op 14 januari 1963) en op een avond introduceerde hij countryzanger Roy Clark, met wie hij bevriend was gebleven. Halverwege de jaren zestig hielp Dean countrymuziek in de mainstream te brengen met zijn variétéserie The Jimmy Dean Show uit 1963-1966. Het presenteerde countrymuziekentertainers zoals Roger Miller, George Jones, Charlie Rich, Buck Owens en sommigen (zoals Joe Maphis) die zelden aandacht kregen op de radio. In 1964 presenteerde hij Hank Williams jr. in Williams eerste tv-optreden op 14-jarige leeftijd. Hij zong verschillende liedjes in verband met zijn vader Hank Williams sr. Het programma bevatte ook komedie en een verscheidenheid aan populaire muziekartiesten en Deans sketches met Rowlf the Dog, een van Jim Hensons Muppets. Henson was zo dankbaar voor deze kans dat hij Dean een belang van 40% in zijn productiebedrijf aanbood, maar Dean weigerde omdat hij niets had gedaan om het echt te verdienen en Henson alle beloningen verdiende voor zijn eigen werk. Voor de rest van zijn leven maakte Dean duidelijk dat hij nooit spijt had van deze beslissing.
Dean verscheen in de jaren zestig in verschillende tv-talkshows en spelshows en trad op in verschillende programma's, waaronder The Ed Sullivan Show, The Pat Boone Chevy Showroom en The Hollywood Palace. Dean ging acteren nadat in 1966 zijn televisieserie eindigde. Zijn bekendste rol was die van de teruggetrokken miljardair Willard Whyte uit Las Vegas, geïnspireerd door Howard Hughes, in de James Bond-film Diamonds Are Forever (1971) met Sean Connery als Bond. Hij verscheen ook in 14 afleveringen van Daniel Boone (1967-1970) in drie verschillende rollen (een aflevering als Delo Jones, twee als Jeremia, en elf als Josh Clements), als Charlie Rowlands in twee afleveringen van Fantasy Island (1981-1982) en in andere tv-shows, waaronder een semi-reguliere rol als Charlie Bullets in J.J. Starbuck met in de hoofdrol Dale Robertson (1987-1988).
Deans zangcarrière bleef sterk in het midden van de jaren zestig. in 1965 behaalde hij een tweede nummer één countryhit met de ballad The First Thing Ev'ry Morning (And the Last Thing Ev'ry Night) en hij had dat jaar een top 40-hit met Harvest of Sunshine. In 1966 tekende Dean bij RCA Victor en had meteen een top 10-hit met Stand Beside Me. Zijn andere grote hits in deze periode waren Sweet Misery (1967) en A Thing Called Love (1968). Hij plaatste aanvang jaren zeventig meerdere grote hits 1970 in de hitlijst, waaronder Slowly (1971), een duet met Dottie West, en de solohit The One You Say Good Morning To (1972).
In 1976 bereikte Dean een miljoenenseller met het andere recitatielied I.O.U., een eerbetoon aan zijn moeder en alle moeders overal. Het nummer werd een paar weken voor Moederdag uitgebracht en werd al snel een top 10 countryhit, zijn eerste in 10 jaar, en een top 40 pophit, zijn eerste in 14 jaar. Het nummer werd opnieuw uitgebracht in 1977, 1983 en 1984, maar telkens met weinig succes.
In januari 1978 organiseerde Dean het all-star eerbetoon Nashville Remembers Elvis on His Birthday aan Elvis Presley, waarin hij herinneringen ophaalde aan zijn vriendschap met de overleden zanger en zijn eigen hit Big Bad John en Peace in the Valley uitvoerde.

## Zakelijke carrière
In 1969 richtte hij samen met zijn broer Don de Jimmy Dean Sausage Company op. Het bedrijf deed het goed, deels vanwege Deans eigen geïmproviseerde, humoristische reclamefilmpjes.
Het succes van het bedrijf leidde tot de overname in 1984 door Consolidated Foods, later omgedoopt tot Sara Lee Corporation. Dean bleef betrokken als woordvoerder van het bedrijf, maar de nieuwe moedermaatschappij begon hem onmiddellijk te ontslaan van alle managementtaken. In januari 2004 zei Dean dat Sara Lee hem had laten vallen als woordvoerder van het worstmerk omdat hij te oud was. In maart 2004 onthulde Dean dat hij op één na al zijn aandelen in Sara Lee-aandelen had verkocht. In 2018, enkele jaren na zijn overlijden, begon het worstenbedrijf enkele klassieke reclamespotjes opnieuw uit te zenden met de stem van Dean die zichzelf voorstelde en het product prees.

## Latere jaren en overlijden
In de jaren tachtig waren hij en zijn vrouw en familie inwoners van Tenafly, New Jersey
Dean, een inwoner van Virginia sinds 1990, werd in 1997 opgenomen in de Virginia Country Music Hall of Fame. De voormalige gouverneur Jim Gilmore van Virginia benoemde Dean tot de Virginia Board of Game and Inland Fisheries, die toezicht houdt op de inspanningen van de staat op het gebied van wilde dieren en de vaarwetten. Dean bezat het 110-voet grote jacht Big Bad John, waarop hij president George Bush talloze malen ontving. De twee hadden elkaar oorspronkelijk ontmoet bij Deans kabelshow in Nashville.
In de herfst van 2004 bracht hij zijn korte, openhartige autobiografie 30 Years of Sausage, 50 Years of Ham uit. Dean leefde half gepensioneerd met zijn tweede vrouw Donna Meade Dean, een zangeres, songwriter en artieste met wie hij trouwde in 1991, die hem hielp bij het schrijven van zijn boek. Het echtpaar woonde op hun eigendom bij Chaffin's Bluff met uitzicht op de James River in Henrico County, aan de rand van Richmond. Op 20 april 2009 werd het hoofdgebouw grotendeels verwoest door een brand, hoewel de Deans aan verwondingen ontsnapten. De Deans herbouwden hun huis op dezelfde fundering en keerden begin 2010 terug.
Dean, die in 1946 de middelbare school verliet om te werken en zijn moeder te helpen, kondigde op 20 mei 2008 een donatie van $ 1 miljoen aan aan de Wayland Baptist University in Plainview, de grootste gift ooit van een persoon aan de instelling. Dean en zijn vrouw hebben ook genereus gedoneerd aan de Varina High School om academische wetenschappers te belonen.
Op 23 februari 2010 werd Dean genomineerd voor de Country Music Hall of Fame. Hij was gepland om te worden ingewijd in oktober 2010, maar dit gebeurde na zijn dood.
Dean had drie kinderen, Garry, Connie en Robert, met zijn eerste vrouw Mary Sue (Sue) Dean-Wittauer, en twee kleindochters, Caroline Taylor (dochter van Connie) en Brianna Dean (dochter van Robert). Hij trouwde met zijn eerste vrouw in 1950 en ze scheidde van hem in 1990 vanwege zijn affaire met countryzangeres Donna Meade, die zijn tweede vrouw werd. Donna Dean trouwde twee jaar na de dood van Dean met haar jeugdliefde Jason Stevens.
Dean overleed op op 13 juni 2010 op 81-jarige leeftijd in zijn huis in Varina, Virginia. Hij werd overleefd door zijn tweede vrouw Donna. Ze vertelde de Associated Press dat het qua gezondheid goed met hem ging, dus zijn dood kwam onverwacht. Ze herinnerde zich dat hij aan het eten was terwijl hij televisie keek, ze verliet de kamer en toen ze terugkwam, reageerde hij niet meer. Om 19:54 werd hij doodverklaard. Zijn landgoed werd geschat op een waarde van meer dan $ 50 miljoen.
Hij werd begraven in een 2,7 m pianovormig mausoleum met uitzicht op de James River op het terrein van zijn landgoed. Zijn grafschrift luidt Here Lies One Hell of a Man, een geparafraseerde tekst van de ongecensureerde versie van zijn lied Big Bad John.
Het Jimmy Dean Museum in Plainview deelt hetzelfde gebouw als The Museum of the Llano Estacado op de campus van de Wayland Baptist University.
Op 24 juni 2014 werd een baanbrekende operatie gehouden voor het Jimmy Dean Museum, dat twee jaar later werd geopend op het terrein van de Wayland Baptist University in zijn woonplaats Plainview. Deans weduwe Donna Dean Stevens was aanwezig bij de ceremonie. Het museum herbergt veel van Jimmy Deans memorabilia, evenals een groter dan levensgroot brons gemaakt door de beeldhouwer Paul DiPasquale uit Richmond en gefinancierd door Hillshire Brands, eigenaar van het worstmerk Jimmy Dean. Het museum wordt gefinancierd door een gift van de Dean Family Foundation.

## Overlijden
Jimmy Ray Dean overleed in juni 2010 op 81-jarige leeftijd.

## Discografie

### Albums
- 1957: Jimmy Dean Sings His Television Favorites
- 1958: Jimmy Dean's Hour of Prayer
- 1960: Hymns by Jimmy Dean
- 1961: Big Bad John
- 1965: Jimmy Dean's Christmas Card
- 1968: Speaker of the House
- 1969: Jimmy Dean: Gotta Travel On
- 1976: Jimmy Dean: I.O.U.

## Filmografie
- 1971: James Bond 007 – Diamonds Are Forever als Willard Whyte

- Bibsys: 9032351
- Bibliothèque nationale de France: cb138930565 (data)
- Gemeinsame Normdatei: 130004731
- International Standard Name Identifier: 0000 0000 7838 0008
- Library of Congress Control Number: n92002803
- MusicBrainz: 812e18ca-29c2-472f-a185-b85befd03221
- Nationale Bibliotheek van Tsjechië: xx0022545
- Nationale Bibliotheek van Israël: 987008816729905171
- Nationale en Universitaire bibliotheek Zagreb: 000068086
- Nederlandse Thesaurus van Auteursnamen: 105340928
- SNAC: w6474scf
- Système universitaire de documentation: 244281335
- Virtual International Authority File: 195804
- WorldCat: E39PBJqbgjvt7btTPFCkFkg9Xd